# Емілі Арнесен
Емілі Арнесен (норв. Emily Arnesen; 14 червня 1867, Християнія — 13 серпня 1928, Осло) — норвезька зоологиня. Займалася переважно вивченням губок. Стала другою жінкою в Норвегії, котра захистила докторську дисертацію.

## Життєпис
Емілі Арнесен народилася 14 червня 1867 року в Християнії (нині Осло). Закінчивши середню школу, вона стала готуватися до вступу в університет, паралельно заробляючи на життя перекладами в Норвезькому розвідувальному управлінні. Склавши вступні іспити, Арнесен знайшла роботу гувернантки в Сельюрі. Протягом 1891—1892 років вчилася в університеті Християнії, але потім мусила знову піти працювати гувернанткою, цього разу в родині міністра Отто Блера в Стокгольмі. Вона також відвідувала заняття з зоології та ботаніки і, повернувшись у Християнію, почала викладати в школах і давати приватні уроки. Однак у вільний час Арнесен вивчала біологію під керівництвом Йогана Йорта.
1894 року Арнесен поїхала в Берлін, де безуспішно спробувала дістати доступ до роботи в зоологічної лабораторії. 1896 і 1897 роки вона провела в Іспанії як гувернантка. Повернувшись у Християнію, Арнесен і далі навчалася в зоологічній лабораторії, одночасно займаючись викладацькою діяльністю. Отримані стипендії дозволили їй деякий час працювати на прибережних біостанціях Норвегії, збираючи зразки морської фауни.
1901 року більша стипендія дала Емілі Арнесен можливість вступити до Цюрихського університету, де вона вчилася в Арнольда Ланга і захистила під його керівництвом докторську дисертацію про кровоносну систему п'явок. 1903 року їй запропонували посаду на німецькій дослідницькій станції в Єгипті, але Арнесен воліла провести чотири місяці в Амстердамі, в Зоологічному музеї, працюючи під керівництвом Макса Вебера з музейною колекцією губок. Губки особливо цікавили її ще з часів роботи на норвезьких біостанціях.
1905 року Арнесен отримала місце зберігача Зоологічного музею Християнії. На цій посаді вона залишалася аж до 1926 року, коли їй довелося звільнитися через проблеми зі здоров'ям. Емілі Арнесен померла в Осло 13 серпня 1928 року.

## Наукова діяльність
Основною сферою інтересів Арнесен як науковиці було вивчення губок, однієї з найменш вивчених груп морських безхребетних. Ймовірно, в Норвегії вона була першою з науковців, які звернулися до цієї теми, і її роботи зберігають своє значення донині. Їй належить заслуга відкриття й опису щонайменше двох нових видів губок, названих на її честь, — Gellius arnesenae і Anchinoe arneseni. Арнесен також була обдарованою педагогинею і авторкою навчального посібника з зоології для вищих шкіл.